# Guerra civile in Afghanistan (1992-1996)
La fase della guerra civile afghana compresa tra il 1992 e il 1996 iniziò con la caduta della Repubblica Democratica dell'Afghanistan e la istituzione dello Stato Islamico dell'Afghanistan guidato da diverse fazioni di mujaheddin.

## Cause
Lo Stato Islamico dell'Afghanistan era guidato dalle seguenti fazioni di mujaheddin:
- Hezb-I-Islami (Partito Islamico) di Gulbuddin Hekmatyar
- Harakat-I-Inqilab-I-Islami (Movimento Rivoluzionario Islamico) di Maulawi Mohammadi
- Ittihad-I-Islami Barai Azadi (Unione Islamica per la Liberazione dell'Afghanistan) di Abdul Rasul Sayyaf
- Jamiat-I-Islami (Associazione Islamica) di Burhanuddin Rabbani e Ahmed Shah Massud
- Jabha-I-Nijat-i-Milli (Fronte di Liberazione Nazionale dell'Afghanistan) di Sibghatullah Mujaddedi
- Mahas-I-Milli-Islami (Fronte Nazionale Islamico) di Ahmad Gailani.

Dopo numerosi tentativi di creare un governo di unità nazionale, Burhanuddin Rabbani sale al potere a tempo indeterminato continuando a rinviare le elezioni, tuttavia Gulbuddin Hekmatyar capisce che l'unico modo per prendere il potere è usare la forza e la mobilità dei suoi guerriglieri contro le forze governative.
Le potenze straniere prendono subito parte alla guerra civile. Infatti, Russia, Iran e India si schierano con il governo di Rabbani, mentre Pakistan e Arabia Saudita sostengono il Partito Islamico.

## La prima parte del conflitto (1992-1994)
A giugno del 1992, come previsto dagli accordi di Peshawar, Burhanuddin Rabbani divenne il presidente ad interim dell'Afghanistan.
Le sue truppe controllavano le alture strategiche sopra Kabul, garantendogli un vantaggio strategico sui suoi oppositori.
Hekmatyar, che aveva provato a conquistare Kabul ad aprile dello stesso anno ma era stato respinto dalle forze di Rabbani, Massoud e Dostum ordinò di bombardare Kabul con i razzi. Nonostante Hekmatyar insistesse che gli attacchi erano diretti alle postazioni militari delle fazioni rivali, la maggior parte dei suoi razzi colpirono le abitazioni civili di Kabul. Scambi di artiglieria imperversarono nella città e nelle aree circostanti. Massoud fu subito in grado di beneficiare delle armi pesanti appartenute al precedente governo usandole per colpire le postazioni di Hekmatyar nei pressi di Jalalabad. Anche le forze di Dostum si unirono ai bombardamenti contro le postazioni dell'Hezb-i Islami.
Nel frattempo a ovest di Kabul imperversavano gli scontri tra la milizia sciita Hezb-i Wahdat supportata dall'Iran e la milizia fondamentalista sunnita Ittehad-e Islami, guidata da Abdi al-Rasul Sayyaf e supportata dall'Arabia Saudita. Entrambe le fazioni usarono razzi, uccidendo e ferendo civili. Nel prosieguo della battaglia venne usata artiglieria pesante che distrusse case e altre infrastrutture civili. Tre scuole vennero distrutte nei bombardamenti. Il governo di Rabbani si unì occasionalmente al conflitto colpendo le postazioni dell'Hezb-i Wahdat.
Nel mese di agosto Kabul fu bombardata con razzi, bombe a frammentazione e colpi di artiglieria, causando circa 2 000 morti, la maggior parte di essi civili. Anche l'aeroporto fu bombardato dai razzi. La mattina del 10 agosto le forze di Hekmatyar colpirono Kabul da tre direzioni diverse colpendo anche un ospedale della Croce Rossa. Il governo di Rabbani rispose colpendo le postazioni di Hekmatyar. Entro il venti agosto 500 000 persone lasciarono Kabul. Gli scontri a ovest di Kabul tra Hezb-i Wahdat, Ittehad-e Islami e Jamiat-e Islami proseguirono colpendo in modo indiscriminato anche edifici civili.
A novembre, con una mossa molto efficace, Hekmatyar col supporto di alcuni guerriglieri arabi (gli afghani non sono tali) prese il controllo della centrale idroelettrica di Sarobi, a est di Kabul tagliando i rifornimenti di acqua ed elettricità alla capitale. Le sue forze impedirono pure ad alcuni convogli trasportanti cibo di raggiungere la città.
Il 23 novembre l'allora ministro del cibo dichiarò che le scorte di cibo e carburante della città erano vuote. Il governo a quel punto era sotto forte pressione. L'Hezb-i Wahdat lasciò il governo e avviò negoziati segreti con Hekmatyar. A dicembre Rabbani posticipò la shura con cui si sarebbe dovuto eleggere il nuovo presidente. Il 29 dicembre tuttavia concesse la formazione di un parlamento che rappresentasse tutto l'Afghanistan mentre si consolidava l'alleanza tra l'Hezb-i Islami e l'Hezb i Wahdat contro Rabbani e il suo governo.
Nel frattempo a Kandahar imperversavano scontri tra almeno tre leader pashtun locali per il controllo della città, nessuno dei tre leader si riconosceva nel governo di Kabul. La città divenne un inferno senza legge funestata da crimini e atrocità.
A febbraio del 1993, Hezb-i Islami e l'Hezb-i Wahdat colpivano le postazioni governative da Afshar, un quartiere a ovest di Kabul a prevalenza sciita. Il governo con alcuni alleati lanciò un'operazione per la conquista del quartiere. Ittehad-e Islami fece degenerare l'operazione in un massacro di civili.
A marzo Pakistan e Arabia Saudita spinsero Rabbani e Hekmatyar ad accordarsi per dividere il potere fino alle elezioni che si sarebbero dovute tenere alla fine del 1994. Hekmatyar divenne primo ministro e Massoud si dimise da ministro della difesa su richiesta di Hekmatyar stesso. Nonostante avesse accettato il ruolo di primo ministro, prese parte solo a una riunione di governo dopo la quale abbandonò Kabul e riprese a bombardarla, causando più di 700 morti tra bombardamenti, battaglie nelle strade e attacchi coi razzi. Massoud riprese il suo posto di ministro della difesa per difendere la città dagli attacchi di Hekmatyar.
A gennaio del 1994 la Junbish-i Milli di Dostum, fino a quel momento alleata di Rabbani e Massoud, si alleò con l'Hezb-i Wahdat e l'Hezb-i Islami di Hekmatyar. Le forze aree della Junbish colpirono le postazioni governative e rifornirono gli uomini di Hekmatyar. Dopo l'uccisione di 25 000 persone a Kabul, l'alleanza tra Junbish-i Milli e Hekmatyar li portò a controllare parte del centro della città. Si calcola che la popolazione di Kabul in quel periodo passò dai 2 000 000 di abitanti dei tempi dell'invasione sovietica a 500 000 per via dell'esodo da Kabul.
Alla fine del 1994 tuttavia la Junbish di Dostum era sulla difensiva a Kabul con le forze di Massoud che li avevano cacciati dalla maggior parte delle loro roccheforti. Massoud ottenne via via maggior controllo su Kabul mentre Dostum strappò a Massoud il controllo di Mazar-i Shariff.

## L'ascesa dei talebani (1994-1996)
Con l'Hezb-I-Islami ormai sconfitto, il Pakistan decide di supportare i talebani, un movimento studentesco guidato dal mullah Mohamed Omar con l'obbiettivo dichiarato di liberare l'Afghanistan dai corrotti signori della guerra e di stabilire una pura società islamica mediante un'applicazione rigidissima della sharia.
La prima vittoria significativa da parte dei talebani fu la marcia iniziata nell'ottobre del 1994 nella città di Maiwand, nel Sud del Paese, che li portò alla conquista di Kandahar e della provincia circostante durante la quale persero solo poche dozzine di uomini. Sia cittadini privati del Pakistan sia il governo di Islamabad stesso supportarono i talebani nella loro prima vittoria militare. Iniziò un traffico di armi per decine di migliaia di soldati mediante 17 tunnel creati dalle intelligence pakistane e saudite vicino al valico di frontiera di Spin Boldak. A metà novembre dello stesso anno i talebani controllavano l'intera provincia di Kandahar inclusi i sei caccia Mig-21 e i quattro elicotteri Mil Mi-17 che si trovavano nell'aeroporto del capoluogo.
A fine gennaio 1995 Ghazni cadde nelle mani dei talebani. Hekmatyar perse centinaia di uomini e diversi carri armati a causa di una temporanea alleanza tra i talebani e le forze di Rabbani.
Intanto i talebani iniziavano ad avvicinarsi a Kabul catturando Wardak a inizio febbraio e Maidan Shar il 10 febbraio 1995. Il 14 febbraio 1995 Hekmatyar fu costretto ad abbandonare le sue postazioni di artiglieria di Charasiab, per via dell'avanzata dei talebani, con questi che presero il controllo degli armamenti.
Il 16 marzo Rabbani dichiarò, ancora una volta, che non si sarebbe dimesso. 
Il 19 marzo successivo le forze di Massoud strapparono Charasiab ai talebani allontanandoli dall'area di Kabul, ne seguì un periodo di relativa pace nei mesi successivi. I talebani subirono la loro prima sconfitta e persero un centinaio di uomini, prima di abbandonare l'area; tuttavia, bombardarono Kabul.
Tra il 14 e il 16 maggio Helmand e Nimruz vennero prese dai talebani.
Il 3 agosto 1995 un aereo cargo russo Ilyushin 76 proveniente dall'Albania diretto a Kabul che stava portando un carico di armi albanesi al governo di Rabbani viene intercettato da un Mig-21 dei talebani e costretto ad atterrare a Kandahar. L'equipaggio russo resterà prigioniero dei talebani per un anno, fin quando, anche grazie alla mediazione del senatore statunitense Hank Brown, non si raggiungerà un accordo: l'equipaggio potrà tornare in Russia e i talebani potranno tenersi l'aereo da cargo.
Il governo catturò Helmand e Girishk ai talebani il 28 agosto, ma non riuscì a tenere Girishk. I talebani catturarono Farah il 2 settembre e Shindand il 3.
Dopo la caduta di Herat il 5 settembre del 1995 tutto il Sud del Paese era sotto il controllo dei talebani. Si ipotizza che la caduta di Herat sia in parte dovuta anche a un'informale alleanza tra Dostum e i talebani, con l'uzbeko che bombardò la città. L'Iran chiuse le frontiere con l'Afghanistan mentre il 6 settembre a Kabul ci fu un assalto all'ambasciata pakistana che causò un morto e 26 feriti, tra i quali anche l'ambasciatore pakistano.
L'11 ottobre i talebani ripresero Charasiab mentre il 15 conquistarono Bamiyan. 
Nei tre mesi successivi essi presero il controllo di 12 delle 34 provincie afghane grazie anche al fatto che molti signori della guerra locali si arresero a loro senza combattere. mentre nel Nord del Paese le forze governative contendevano a Dostum il controllo della provincia di Balkh.
Il 20 novembre del 1995 i talebani diedero al governo un ultimatum: se Rabbani e le sue truppe non avessero lasciato Kabul entro 5 giorni, la città sarebbe stata bombardata. Entro dicembre del 1995 la capitale fu colpita dai talebani con razzi, artiglieria e bombardamenti aerei e almeno 150 persone morirono.
All'inizio del 1996 i talebani ripresero ad assediare Kabul. Diversi analisti tra cui anche Ahmed Rashid affermarono che i talebani avevano ricevuto un massiccio supporto dal Pakistan, considerando i pesanti armamenti che avevano a disposizione.
Il 7 marzo Hekmatyar e il governo di Rabbani si unirono in un'alleanza militare per contrastare i talebani.
Nella primavera del 1996 il Mullah Omar organizzò un meeting di due settimane a Kandahar a cui presero parte oltre duemila leader pashtun. Al meeting presero parte anche alcuni ufficiali pakistani. Fu in quest'occasione che venne proclamato per la prima volta l'Emirato Islamico dell'Afghanistan.
Il tre luglio un nuovo governo venne formato: il partito di Hekmatyar ottenne i ministeri della difesa e delle finanze, quello di Rabbani ottenne il ministero dell'interno e degli affari esteri; a Sayyaf andarono l'educazione, l'informazione e la cultura. Harakat-i Islami ottenne i ministeri della pianificazione del lavoro e del welfare mentre al Hezb-i Wahdat andò il commercio.
L'8 agosto Charasiab ricadde in mano governativa ma fu riconquistata dai talebani poco dopo.
I talebani presero il controllo di Jalalabad l'11 settembre del 1996 in seguito a un attacco a sorpresa. A bordo di pick-up militarizzati attraversarono la piana a sud di Kabul e marciarono verso la città strategica di Sarobi. Il 12 settembre catturarono Mihtarlam nella provincia di Laghman mentre il 22 settembre la provincia di Kunar venne presa dai talebani.
Il 26 settembre Burhanuddin Rabbani e Ahmad Shah Massoud lasciarono la capitale con quest'ultimo che si rifugiò nel Panshir. Il giorno successivo i talebani presero il controllo di ogni struttura militare ed edificio governativo della città. Il fatto di aver rovesciato il governo retto da uomini di etnia tagika accrebbe ulteriormente la popolarità dei talebani tra i pashtun. Nelle settimane successive Massoud fondò l'Alleanza del Nord che non venne mai del tutto sconfitta dai talebani e continuò a controllare circa il 10% del Paese. Hekmatyar scappò in Iran mentre molti dei suoi sostenitori iniziarono a supportare i talebani.
Mohammad Najibullah, l'ultimo leader dell'Afghanistan comunista, che aveva barattato le dimissioni con l'immunità, viene prelevato dai talebani, torturato e impiccato in mezzo a una grossa rotatoria nel centro di Kabul con l'accusa di essere un comunista e un ateo e di aver asservito l'Afghanistan agli interessi di potenze straniere.

## Il controllo dei talebani
I talebani imposero alla popolazione una rigidissima interpretazione della sharia: alle restrizioni già introdotte dal governo di Rabbani nel 1992 come la pena di morte per apostasia e adulterio e la chiusura dei bar ne furono aggiunte altre come l'obbligo per gli uomini di farsi crescere la barba, la chiusura degli stadi di calcio e delle stazioni televisive. Le donne che già sotto Rabbani erano state costrette a indossare l'hijab quando si trovavano in spazi pubblici furono obbligate a portare il burqa e fu loro impedito di andare a scuola e di lavorare, salvo rarissime eccezioni. Suonare musica in pubblico era vietato e il furto veniva punito col taglio della mano. Gli stadi di calcio, ormai non più utilizzabili per il loro scopo originario visto che il suddetto sport era stato messo fuorilegge vennero usati per le esecuzioni pubbliche.
L'alleanza stretta fra i talebani e Al-Qaida portano gli Stati Uniti d'America a non riconoscere il loro regime, riconosciuto solo da Pakistan e Arabia Saudita, così anche l'ONU riconosce soltanto lo Stato islamico del 1992, di cui l'Alleanza del Nord si proclama erede.